# اندازه جمعیت موثر
اندازه جمعیت مؤثر (به انگلیسی: Effective population size (Ne)) تعداد افرادی است که یک جمعیت بهینه باید داشته باشد تا اندازهٔ ویژه‌ای مورد علاقه مانند جمعیت واقعی باشد. جمعیت‌های بهینه بر اساس ساده‌سازی‌های غیرواقعی اما راحت مانند جفت‌گیری تصادفی، تولد همزمان هر نسل جدید، اندازه جمعیت ثابت و تعداد مساوی از فرزندان برای هر والدین است. در برخی از سناریوهای ساده، اندازه جمعیت موثر تعداد افراد مولد در جمعیت است. با این حال، برای بیشتر مقادیر مورد علاقه و اکثر جمعیت‌های واقعی، اندازه جمعیت سرشماری N یک جمعیت واقعی معمولاً بزرگتر از اندازه جمعیت موثر N e است. یک جمعیت ممکن است چندین اندازه جمعیت موثر داشته باشد، برای ویژگی‌های مختلف مورد علاقه، از جمله برای مکان‌های ژنتیکی مختلف.